# The Year of Freaking Out
The Year of Freaking Out (tdl. ‘El año del miedo’) es una novela australiana para jóvenes adultos escrita en 1997 por Sarah Walker sobre Kim, de 17 años, su relación con su amigo de la infancia Matthew y su apasionada amistad con la nueva chica del colegio, Rachel. La novela recibió reseñas por parte de periódicos como The Sydney Morning Herald y The Age